# Han solo
Han solo – gatunek trylobita, jedyny przedstawiciel rodzaju Han z rzędu Agnostida. Jego skamieniałości znaleziono w ordowickiej formacji Zitai w północnej części prowincji Hunan w południowych Chinach. Gatunek opisał Samuel Turvey. Skamieniałości obejmują cephalon i dwa pygidia. Zaliczono go do rodziny Diplagnostidae, podrodziny Pseudagnostinae; uznano, że najbliżej spokrewnionym rodzajem był Pseudorhaptagnostus.
Według Turveya, nazwa rodzajowa miała być odniesieniem do Chińczyków Han, największej grupy etnicznej we współczesnych Chinach; nazwa gatunkowa miała natomiast odzwierciedlać fakt, że jest najmłodszym znanym przedstawicielem rodziny Diplagnostidae. Skądinąd wiadomo, że Turvey uhonorował w ten sposób postać Hana Solo z Gwiezdnych wojen, ponieważ prosili go o to przyjaciele.